# Ulica Przy Bażantarni w Warszawie
Ulica Przy Bażantarni – ulica na warszawskim Ursynowie.

## Historia
Nazwa ulicy pochodzi od Bażantarni, która jest już obiektem nieistniejącym, a powstała za czasów króla Jana III Sobieskiego. Miała ona służyć jako uatrakcyjnienie polowań (wraz z powstałym również zwierzyńcem).
W latach 1780–1782 August Czartoryski zbudował w miejscu Bażantarni klasycystyczny pałac według projektu Szymona Bogumiła Zuga. Pałac wielokrotnie przebudowywano, a w XIX wieku zmieniono nazwę z Bażantarni na Natolin dla upamiętnienia Natalii Potockiej.

## Ważniejsze obiekty
- Kościół bł. Władysława z Gielniowa (ul. Przy Bażantarni 3) wzniesiony w latach 1992–2000[2];
- Pomnik Jánosa Esterházyego
- Niepubliczne Liceum Ogólnokształcące nr 61 (ul. Przy Bażantarni 3)
- zespół obiektów sportowych wybudowanych w ramach programu Orlik 2012 (boisko piłkarskie oraz boisko wielofunkcyjne do gry w siatkówkę i koszykówkę wraz z budynkiem sanitarno-szatniowym; otwarty 12 grudnia 2008[3], koszt trwającej 1,5 miesiąca budowy wyniósł 2 mln zł[4]). Na boisku tym 2 marca 2010 roku zagrały ze sobą delegacje Polski i Węgier, na czele z premierami Donaldem Tuskiem i Gordonem Bajnaim
- Osiedle SM Przy SGGW (ul. Przy Bażantarni 11 i 13)[5]
- Park Przy Bażantarni (między ulicami Przy Bażantarni i Jeżewskiego), założony w latach 2008−2011[6]